# Sydney Pickrem
Sydney Pickrem, född 21 maj 1997, är en kanadensisk simmare.

## Karriär
Pickrem tävlade i två grenar för Kanada vid olympiska sommarspelen 2016 i Rio de Janeiro. Hon slutade på sjätteplats på 200 meter medley och blev utslagen i försöksheatet på 400 meter medley. I juli 2017 vid VM i Budapest tog Pickrem brons på 400 meter medley.
I juli 2019 vid VM i Gwangju tog Pickrem tre medaljer. Individuellt tog hon brons på 200 meter medley samt 200 meter bröstsim. Pickrem var även en del av Kanadas kapplag tillsammans med Penny Oleksiak, Margaret MacNeil och Kylie Masse som tog brons på 4×100 meter medley. I juli 2021 tog samma kapplag brons på 4×100 meter medley vid OS i Tokyo.
I december 2021 vid kortbane-VM i Abu Dhabi tog Pickrem guld på 200 meter medley samt var en del av Kanadas kapplag som tog silver på 4×100 meter medley. Hon erhöll ytterligare ett guld efter att ha simmat försöksheatet på 4×200 meter frisim, där Kanada i finalen tog medalj.
I december 2022 vid kortbane-VM i Melbourne var Pickrem en del av Kanadas kapplag som tog brons och noterade ett nytt nationsrekord på 4×100 meter medley samt erhöll ett silver efter att ha simmat försöksheatet på 4×200 meter frisim, där Kanada sedermera tog medalj i finalen.
I februari 2024 vid VM i Doha tog Pickrem silver på 200 meter medley och brons på 200 meter bröstsim.